# Ronald Joseph
Pour les articles homonymes, voir Joseph.
Ronald Joseph, né le 9 octobre 1944 à Chicago, est un patineur artistique américain. Il est notamment médaillé de bronze de la compétition par couple des Jeux olympiques d'hiver de 1964 avec sa sœur Vivian.

## Biographie

### Carrière sportive
Ronald Joseph patine depuis son enfance avec sa sœur Vivian. Champions juniors des États-Unis en 1961, ils montent sur le podium au niveau senior les trois années suivantes. Ils se classent quatrièmes des Jeux olympiques d'hiver de 1964. En 1965, ils sont champions des États-Unis et d'Amérique du Nord. Après les Jeux de 1964, les Allemands Marika Kilius et Hans-Jürgen Bäumler, deuxièmes, sont disqualifiés pour avoir signé un contrat professionnel avant les Jeux, ce qui est contraire aux les règles olympiques sur l'amateurisme. Les Joseph montent donc à la troisième place. En 1987, les médailles sont rendues au couple allemand mais les Américains conservent leur médaille de bronze.

## Palmarès
Avec sa partenaire Vivian Joseph
| Compétition                     | 1962 | 1963 | 1964 | 1965 |  |  |  |  |  |  |  |  |  |  |
| Jeux olympiques d'hiver         |      |      | 3e   |      |  |  |  |  |  |  |  |  |  |  |
| Championnats du monde           |      | 8e   | 4e   | 2e   |  |  |  |  |  |  |  |  |  |  |
| Championnats d'Amérique du Nord |      | 3e   |      | 1er  |  |  |  |  |  |  |  |  |  |  |
| Championnats des États-Unis     | 3e   | 2e   | 2e   | 1er  |  |  |  |  |  |  |  |  |  |  |
|                                 |      |      |      |      |  |  |  |  |  |  |  |  |  |  |